# Frontière entre la Colombie et le Panama
La frontière terrestre entre la Colombie et le Panama est une frontière internationale continue longue de  225 kilomètres séparant la Colombie et le Panama. Cette limite marque par ailleurs la limite entre l'Amérique centrale et l'Amérique du Sud

## Tracé
La frontière court du Sud-Ouest au Nord-Est entre l'Océan Pacifique et l'Océan Atlantique passant d'abord par une chaîne côtière, la Serranía del Baudó puis par une zone centrale marécageuse, rejoignant enfin une autre chaîne côtière, la Serranía del Darién.

## Historique
La frontière internationale est établie le 3 novembre 1903 quand l'ancien département de Panamá fait sécession de la Colombie. Elle a pour base l'ancienne frontière Sud du département de l'Isthme et Nord du Département de Cauca (Grande Colombie) de la Grande Colombie.
L'origine de cette démarcation remonte à 1508 date du décret royal désignant le río Atrato comme limite entre  les colonies de Castilla de Oro et de Nueva Andalucía.
La frontière actuelle est définie par le  Traité Victoria-Vélez signé à Bogota  le 20 août 1924 par la Colombie et le Panama.

Le traité Liévano-Boyd, signé le 20 novembre 1976, délimite la frontière maritime entre les deux pays,.

## Passages
Cette frontière située dans un environnement tropical hostile appelé le bouchon du Darien est très difficilement franchissable. Aucune route ne permet de passer d'un pays à l'autre, c'est d'ailleurs l'unique chaînon manquant de la route panaméricaine. Ceci n'a pas empêché et a même favorisé l'installation  de plusieurs groupes mafieux et paramilitaires qui profitent de l'isolement de la zone pour se livrer à de la contrebande d'armes et de produits électroménagers venus d'Asie ainsi qu'au trafic de la cocaïne

## Sécurité
La zone est connue pour être extrêmement peu sûre, étant occupée par divers groupes de paramilitaires et de narcotraficants colombiens qui n'hésitent pas à se livrer à des incursions meurtrières en territoire panaméen. 

## Réfugiés
Environ 800 Colombiens fuyant les violences ayant cours dans ce pays ont franchi cette frontière depuis la fin du XXe siècle, ils ne bénéficient pas tous du statut de réfugiés politiques et sont parfois dans une situation légale précaire.  